# Enrique de Prusia (1747-1767)
Federico Enrique Carlos de Prusia (en alemán, Friedrich Heinrich Karl von Preußen; Berlín, 30 de diciembre de 1747-Protzen, 26 de mayo de 1767) fue el segundo hijo del hermano del rey Federico II de Prusia, Augusto Guillermo de Prusia.

## Biografía
A los 17 años de edad fue encomendado al coronel Hans von Blumenthal, que había comandado al Cuerpo de Guardias y había sido herido en Lobositz. Enrique y su hermano, el futuro rey Federico Guillermo II de Prusia, pasaron mucho tiempo en las propiedades del coronel en Paretz. El príncipe Enrique odiaba a sus tutores, pero fue muy feliz en Paretz, tanto que más tarde la compraría.
El príncipe era un prometedor capitán de la guardia, y su tío tenía puestas grandes esperanzas en él. Sin embargo, en mayo de 1767, marchaba al frente de un escuadrón hacia Berlín cuando se detuvo en Protzen, propiedad de la familia von Kleist. Allí contrajo viruela y murió el 26 de mayo.
- Datos: Q457386